# Gardner Read
Gardner Read (Evanston (Illinois), 2 januari 1913 – Manchester-by-the-Sea (Massachusetts), 10 november 2005) was een Amerikaans componist, muziekpedagoog, dirigent en organist.

## Levensloop
Read studeerde piano, orgel, contrapunt en compositie aan de Northwestern-universiteit in Evanston (Illinois). Vanaf 1932 studeerde hij compositie bij Bernard Rogers en Howard Hanson aan de Eastman School of Music in Rochester (New York). Verder studeerde hij orkestdirectie aan het National Music Camp, Interlochen (Michigan). Zijn studies voltooide hij met een studiebeurs van het "Cromwell Traveling Fellowship" bij Ildebrando Pizzetti in Rome (1938), Jean Sibelius in Helsinki (1939) en aan het Berkshire Music Center in Tanglewood bij Aaron Copland (1941).
In 1940 werd hij docent voor compositie en orkestratie aan het National Music Camp, Interlochen (Michigan). Van 1941 tot 1948 was hij hoofd van de afdeling voor compositie aan het St. Louis Institute of Music, het Kansas City Conservatory of Music en het Cleveland Institute of Music in Cleveland (Ohio). In 1948 werd hij huiscomponist en professor voor compositie aan de "School of Music" van de Universiteit van Boston in Boston. Nadat hij in 1978 met pensioen ging werd hij professor eremitus. In 1966 was hij nog gast-professor aan de Universiteit van Californië – Los Angeles (UCLA).
Zijn boeken over muzieknotatie worden in de vakwereld als richtinggevend beschouwd.
Als dirigent was hij 1943-1944 verbonden aan het St. Louis Philharmonic Orchestra. Als gast-dirigent werkte hij met het Boston Symphony Orchestra, het Philadelphia Orchestra en het Kansas City Philharmonic Orchestra. In 1957 en 1964 was hij in opdracht van het United States Department of State werkzaam als dirigent in Mexico en hield aldaar ook lezingen over orkestdirectie.
In 1964 werd hij door het Doane College in Crete (Nebraska) tot ere-doctor benoemd.
Voor zijn Symfonie nr. 1, op. 30, die o.l.v. Sir John Barbirolli in première was gegaan, won hij de 1e prijs tijdens de New York Philharmonic-Symphony Society's American Composers' Contest. Ook zijn Symfonie nr. 2, op. 45 won de 1e prijs, ditmaal in de Paderewski Fund Competition. Een verdere 1e prijs won hij in 1986 tijdens de National Association of Teachers of Singing Art Song Competition voor zijn compositie Nocturnal Visions, op. 145.
Hij was gehuwd met de pianiste en schrijfster Vail Payne.

## Composities

### Werken voor orkest

#### Symfonieën
- 1937 Symphony nr. 1, voor orkest, op. 30 (eerste uitvoering door het New York Philharmonic Orchestra o.l.v. John Barbirolli)
- 1943 Symfonie nr. 2, voor orkest, op. 45 (eerste uitvoering door het Boston Symphony Orchestra o.l.v. de componist
- 1962 Symfonie nr. 3, voor orkest, op. 75 (eerste uitvoering door het Pittsburgh Symphony Orchestra o.l.v. William Steinberg)
- 1958 Symfonie nr. 4, voor orkest, op. 92

#### Concerten voor instrumenten en orkest
- 1945 Concert, voor cello en orkest
- 1977 Concert, voor piano en orkest, op. 130
  1. Broadly; with restless motion
  2. Fast and grotesquely
  3. Slowly and freely
  4. Broadly, intensely; Fast and nervously
- Music, voor piano en strijkorkest

#### Andere Werken
- 1936-1937 rev.1942 Night Flight, symfonisch gedicht voor orkest, op. 44 – première: 27 april 1944 door het Eastman-Rochester Symphony Orchestra o.l.v. Howard Hanson
- 1949 First Overture, voor orkest, op. 58
- 1951 Pan e Dafni, voor orkest, op. 53
- 1953 Toccata Giocosa, voor orkest, op. 94
- A bell overture, voor strijkorkest, op. 72
- Arioso Elegiaca, voor strijkorkest
- Badinage, voor orkest, op. 13
- Festival fanfare, voor strijkers, op. 83 nr. 2
- Gavotte, voor orkest, op. 12 nr. 2
- Pennsylvaniana Suite
- Petite pastorale, voor orkest, op. 40a
- Prelude and Toccata
- Prelude to spring, voor orkest, op. 10
- Suite, voor strijkorkest, op. 33a
- Sketches of the city, voor orkest, op. 26
- The lotus-eaters, voor orkest, op. 19
- The painted desert, voor orkest, op. 22
- The painted desert, voor strijkorkest, op. 22
- The Temptation of Saint Anthony, op. 56
- Vernal Equinox

### Werken voor harmonieorkest
- 1957 Chorale and fughetta, voor gemengd koor en harmonieorkest, op. 83
- 1957 Chorale and fughetta, voor groot koperensemble (14 koperblazers), op. 83a
- 1958 Two Moods, voor harmonieorkest
- 1969 Dunlap's Creek, voor harmonieorkest
- 1971 Sonoric Fantasia nr. 3, voor harmonieorkest, op. 125
- The golden six, voor harmonieorkest, op. 105

### Oratoria
- 1976-1977 The Prophet, oratorium voor spreker, sopraan, alt, tenor, bas, gemengd koor en orkest – tekst: Kahlil Gibran "The Prophet" – première: Boston, Symphony Hall, februari 1977

### Muziektheater

#### Opera's
| Voltooid in | titel           | aktes | première        | libretto                                      |
| ----------- | --------------- | ----- | --------------- | --------------------------------------------- |
| 1967        | François Villon |       | niet uitgevoerd | naar het leven van de dichter François Villon |

#### Toneelmuziek
- Hedda Gabler incidental music, op. 73

### Werken voor koren
- 1945 A White Blossom, voor vrouwenkoor, op. 23, nr. 3a – tekst: Vail Read
- 1945 The unkind god, voor vrouwenkoor en piano, op. 23/2a – tekst: Vail Read
- 1946 The Magic Hour, voor vrouwenkoor (SSA) en piano, op. 60 – tekst: Nelle Richmond Eberhart
- 1947 Music, voor vrouwenkoor (SSA) en piano – tekst: Walter de la Mare (1873-1956), uit "The Sunken Garden and Other Poems" (1917)
- 1954 The Lamb, voor gemengd koor, op. 84, nr. 3a – tekst: William Blake
- 1958 River Night, voor gemengd koor en piano, op. 68, nr. 2a – tekst: Frances Frost
- 1958 Song heard in Sleep, voor gemengd koor en piano, op. 88a – tekst: William Rose Benét
- 1964 A Mountain Song, voor gemengd koor a capella, op. 69a – tekst: Frances Frost
- 1965 A Shepherd lone lay fast asleep – (Un berger, dedans sa cabane), kerstlied uit Auvergne voor gemengd koor, altviool en orgel – Engelse tekst: Vail Read
- 2000 Epistle to the Corinthians, voor gemengd koor, groot koperensemble en orgel, op. 144
- By-Low, My Babe, voor gemengd koor, dwarsfluit, althobo en harp, op. 138
- Golden journey to Samarkand, voor solisten, gemengd koor en piano, op. 41
- Jesous Ahatonia, voor gemengd koor en orgel
- May madrigal, voor gemengd koor, op. 39a
- Nocturne, voor vrouwenkoor en piano, op. 48 nr. 1a
- The Golden Harp, voor gemengd koor a capella
- The Reveille, voor gemengd koor, blazers (2 fagotten, 4 hoorns, 4 trompetten, 4 trombones, tuba), pauken, slagwerk en orgel – tekst: Francis Bret(t) Harte (1839-1902) uit "Lost Galleon" (1867)
- When Moonlight Falls, voor gemengd koor en piano
- Where corals lie, voor gemengd koor en twee piano's, op. 49

### Vocale muziek
- 1933-1934 Four Nocturnes, voor mezzosopraan (of contralto) en piano (of kamerorkest), op. 23
  1. When Moonlight Falls
  2. The Unknown God – tekst: George William Russell
  3. A White Blossom
  4. The Moon – tekst: William Henry Davies
- 1935-1936 From a Lute of Jade, voor mezzosopraan en piano, op. 36
  1. From a Lute of Jade – tekst: Confucius
  2. Tears – tekst: Wang Seng-Ju (465-522)
  3. The River and the Leaf – tekst: Bai Juyi (772-846)
- 1938-1940 Songs for a Rainy Night, voor mezzosopraan en piano, op. 48
  1. Nocturne – tekst: Frances Frost
  2. All Day I Hear – tekst: James Joyce
- 1943 Pierrot, voor zangstem en piano, op. 15 – tekst: Sara Teasdale (1884-1933)
- 1945 A White Blossom, voor middenstem en piano – tekst: Vail Read
- 1945 Three Songs, voor mezzosopraan en piano, op. 68
  1. Lullaby for a Dark Hour
  2. River Night
  3. As I Walked Through the Meadows
- 1950-1957 Songs To Children, voor mezzosopraan, dwarsfluit, 2 violen, altviool, cello, harp, piano, op. 76 – tekst: William Blake en Jean Starr Untermeyer
  1. Lullaby for a Man-Child
  2. The First Jasmines
  3. Song of Innocence
  4. Piping Down the Valleys Wild
- 1979 A Sheaf of Songs, voor mezzosopraan, piano en ensemble, op. 84
  1. At Bedtime
  2. It is Pretty in the City
  3. The Lamb
  4. Sister, Awake
- Nocturnal Visions, voor bariton en piano, op. 145
  1. Night of all nights – tekst: Jesse Stuart
  2. The first jasmines – tekst: Rabindranath Tagore
  3. I hear an army – tekst: James Joyce
- The Hidden Lute, voor sopraan, altfluit, harp en slagwerk, op. 132
  1. The Island of Pines
  2. Sleeplessness
  3. The Ancient Wind
- The scarecrow, voor tenor, koperblazers, orgel en klavecimbel, op. 103

### Kamermuziek
- 1935 Poem, voor altviool en piano, Op. 31a
- 1945 Piano Quintet
- 1953 Scherzino, voor blaaskwintet, op. 24
- 1957 Strijkkwartet nr. 1, op. 100
- 1958 De Profundus, voor trombone (of hoorn) en orgel, op. 71
- 1958 Sonoric Fantasia nr. 1, voor celesta, harp en klavecimbel, op. 102
- 1973 Nine by Six, voor blaaskwintet en trompet
- 1991 Five Aphorisms, voor viool en piano, op. 150
  1. Whom the Gods Would Destroy ...
  2. Pains of Love Be Sweeter Far Than All Other Pleasures Are
  3. He That Plants Thorns Must Never Expect to Gather Roses
  4. All That We See or Seem Is but a Dream Within a Dream
  5. Thou Canst Not Stir a Flower Without Troubling of a Star
- Diabolic Dialogue, voor contrabas en 4 pauken, op. 137
- Invocation, voor trombone en orgel, op. 135
- Poeme, voor viool, cello en harp, op. 20b
- Quiet Music, voor strijkers
- Six Intimate Moods, voor viool en piano, op. 35
  1. Serious
  2. Whimsical
  3. Amorous
  4. Coquettish
  5. Wistful
  6. Hysterical
- Sonata Brevis, voor viool en piano
- Sonoric Fantasia nr. 3, voor dwarsfluit, slagwerk en harp
- Sound Piece, voor koperblazers en slagwerk
- Suite, voor strijkkwartet, op. 33
- Threnody, voor dwarsfluit en piano
- Yerma, voor dwarsfluit, gitaar en slagwerk, op. 115

### Werken voor orgel
- 1945 Sonata da chiesa, voor koperkwartet en orgel, op. 61
  1. Intrada
  2. Canzona
  3. Ricercare
- 1951 Suite, op. 81
- 1957 Little Pastorale
- 1963 Six Preludes on Old Southern Hymns, op. 90
  1. We sat and wept
  2. How happy are the souls above
  3. Though the morn may be serene
  4. Hail ye sighing sons of sorrow
  5. Mercy, O thou son of David
- 1966 Variations on a chromatic ground
- 1969 Quiet Music, op. 65a
- 1969 Elegiac Aria, op. 91
- 1980 Eight Preludes on Old Southern Hymns (From The Sacred Harp), op. 112
- 1996 Galactic Novae, voor orgel en slagwerk, op. 136
- 1996 Phantasmagoria, voor orgel en hobo (ook: oboe d'amore en althobo), op. 147
- 1998 Poem II, voor orgel en althobo, op. 151
- A Christmas Pastorale, voor viool en orgel, op. 124
- ... and there appeared unto them tongues as of fire, op. 134
- Bare ruin'd choirs
- Chorale-Fantasia on "Good King Wenceslas", op. 50
- Meditation
- Passacaglia and Fugue in d-klein, op. 34
- Prelude (Mercy, O Thou Son Of David)
- Sonoric Fantasia nr. 4, voor orgel en slagwerk

### Werken voor piano
- 1935-1936 Tears, op. 36, nr. 1
- 1942 Driftwood Suite, op. 54
  1. "Jungle Gardens by Moonlight"
  2. "Spider Monkeys,"
- 1941 Scherzotic Dance, op. 37
- 1947 Petite Berceuse, op. 74
- 1959 Intermezzo, op. 42a
- 1964 The Little Soldiers, voor twee piano's (of piano vierhandig), op. 95a
- 1965 Tally-ho!, op. 77. nr. 3
- 1971 Dance of the Locomotives
- 1981 Toy Soldiers' March, op. 77, nr. 1
- Chorale-fantasia on "Good King Wenceslas", voor twee piano's, op. 50b
- Passacaglia and fugue in d minor, voor twee piano's, op. 34b
- Petite pastorale, op. 40
- Sonata da Chiesa
- Sonatina (hommage à Mozart), op. 78
- Temptation of St. Anthony, voor twee piano's, op. 56a
- Touch Piece
- Three Satirical Sarcasms
- Where corals lie, voor twee piano's, op. 49b

### Werken voor klavecimbel
- 1990 Fantasy-Toccata, op. 148

### Werken voor harp
- Sea-Scapes

### Werken voor gitaar
- Canzone Di Notte

### Werken voor slagwerk
- 1959 Los Dioses Aztecas (The Aztec Gods), voor slagwerk ensemble

## Publicaties
- Catalog of available works (1/1/72) A.S.C.A.P., 1972.
- Compendium of Modern Instrumental Techniques, Greenwood Press, 1993. 296 p., ISBN 978-0-313-28512-7
- Complete catalogue of compositions: [as of] 1-1-78, 1978.
- Complete catalogue of compositions, 1989.
- Contemporary Instrumental Techniques, Schirmer Books, 1975. rev. as Compendium of Modern Instrumental Techniques, Greenwood Press, 1993. 259 p., ISBN 0-313-28512-8 ISBN 978-0-028-72100-2
- Modern Rhythmic Notation, Indiana University Press, 1978; Books on Demand, 1998. 216 p., ISBN 978-0-253-33867-9
- Music Notation: A Manual of Modern Practice, Crescendo Publishing, 1964; rev. 1972, Taplinger Publishing Company, 1979 (2nd edition), 482 p., ISBN 0-800-85453-5 ISBN 978-0-800-85453-9
- Orchestral Combinations: The Science and Art of Instrumental Tone Color, Scarecrow Press, Inc., 2004. 304 p., ISBN 0-810-84814-7 ISBN 978-0-810-84814-6
- Pictographic Score Notation: A Compendium, Greenwood Press, 1998. 296 p., ISBN 0-313-30469-6 ISBN 978-0-313-30469-9
- Source Book of Proposed Music Notation Reforms, Greenwood Press, 1987. 489 p., ISBN 0-313-25446-X ISBN 978-0-313-25446-8
- Style and Orchestration, Schirmer Books/MacMillan Publishing Company, 1979; Books on Demand, 1995. 304 p., ISBN 0-028-72110-1 ISBN 978-0-028-72110-1
- Thesaurus of Orchestral Devices, Pittman Publishing Corp., 1953; rev. 1969, Greenwood Press, 1953; Books on Demand, 1995, 631 p., ISBN 0-837-11884-0 ISBN 978-0-837-11884-0
- Twentieth Century Microtonal Notation: (Contributions to the Study of Music and Dance), Greenwood Press, 1990. 208 p., ISBN 0-313-27398-7 ISBN 978-0-313-27398-8
- met Mary Ann Dodd en Jayson Rod Engquist: Gardner Read: A Bio-Bibliography. Greenwood Press. 1996. 290 p., ISBN 0-313-29384-8 ISBN 978-0-313-29384-9